# Colin Wili
Colin Wili (14 settembre 1998) è uno sciatore freestyle svizzero, specializzato in slopestyle e big air.

## Biografia
Attivo in gare FIS dal novembre 2015, Colin Wili ha debuttato in Coppa del Mondo il 2 dicembre 2016, giungendo 29º in big air a Mönchengladbach. Il 28 gennaio 2017 ha ottenuto il suo primo podio nel massimo circuito, classificandosi al 2º nello slopestyle di Alpe di Siusi vinto dallo statunitensi Colby Stevenson.
In carriera ha preso parte a un'edizione dei Giochi olimpici invernali e a tre dei Campionati mondiali di freestyle.

## Palmarès

### Coppa del Mondo
- Miglior piazzamento in classifica generale: 17º nel 2022
- Miglior piazzamento nella Coppa del Mondo di big air: 7º nel 2021
- Miglior piazzamento nella Coppa del Mondo di slopestyle: 3º nel 2017
- 2 podi:
  - 2 secondi posti